# フィル・デイヴィソン
フィリップ・リー "フィル" デイヴィソン（英語: Philip Lee "Phil" Davison、1971年7月1日 - ）は、アメリカ合衆国の政治家、講演者、およびインターネットの有名人。元プロレスラー。オハイオ州ミネルヴァ副村長、ミネルヴァ村議会議員などを歴任。スターク郡共和党の指名を受けるため送ったスピーチが2010年9月話題となった。

## バックグラウンド
デイヴィソンは1989年にミネルバ高校を卒業。アクロン大学に通い、そこで歴史と社会学の学士号、行政とコミュニケーションの修士号を取得。しばらくの間、彼は「The Big P」という名前のプロレスラーだった。

## 政治
1995年、デイヴィソンはミネルバ市長の出馬に失敗。1996年には裁判所書記官のために失敗し、2000年に郡長官の職も失ったが、1997年ミネルバ村議会議員への最初の選挙で4年任期に再選され、副市長に任命され、2013年に再選を求めないことに決めた。これは、2010年のスピーチが口コミで広まって以来の初めての選挙らしい。
2009年まで、彼はスターク郡裁判所のチャールズ・ブラウン判事の執行官として雇用されていた。

## 2010年のスピーチと余波
2010年9月8日のマローン大学でのスターク郡共和党の会議で、デイヴィソンは郡会計係の党の指名に関心を示す6分間のスピーチを行う。 デイヴィソンはノースカントンの財務部長アレクサンダー・ツムバーと争い指名を失うが、ハフィントン・ポスト市民ジャーナリストのマーティン・オルソンによるデイヴィソンのスピーチの録音は、YouTubeに投稿されると広まり2011年10月までに、YouTubeユーザーはほぼ2.6倍の100万回動画が視聴され、その後デイヴィソンはグッド・モーニング・アメリカへの出演のためにニューヨークへ、そしてインサイド・エディションとのインタビューのためにクリーブランドへと飛んだが彼は米国および世界中の主要なメディアで紹介され 出演中「木曜日はもう1日になると思って目が覚めた」とコメントしたが、メディアリクエストの電話を受け スピーチに対する公共の関心に応えて次のように述べた。
一人が立ち上がって別のことをするなら、例えば村議会に行くか、隣人に水や下水道の改善、防火や警察の保護の改善について話をします。何か価値がある。 誰もがオフィスに出て、外に出て、あなたを代表している人々に質問することをお勧めします。 より多くの人々が私たちの会議に来て、「ねえ、あなたはそこで何をしているのですか？」
6か月後の2011年3月8日のコメディセントラルのTosh.0エピソードに、前の11月に録音された「ウェブの償還」パロディに出演。その中でデイヴィソンは模擬大統領選挙キャンペーンの発表を行い、 ボストン茶会の2012年大統領指名の失敗候補として実際の大統領選挙を予見。
彼はフォルクスワーゲン の2013年のテレビコマーシャルに出演し、数日前に「ティーザー」バージョンの広告が放映された後、スーパーボウルXLVIIで放映されるがこの広告にはレゲエの歌手ジミー・クリフとともに登場するDavisonと他のYouTubeのパーソナリティが登場しその年の10月にDavisonの演説は ワシントン・ポストのライターAaron Blakeの「12の最高の政治的暴言」のリストで第1位にランクされた。ブレイクは、デイヴィソンが「暴言部門で決して奪われない」とコメント。
2014年1月、DavisonはCNNの「史上最高の暴言」ランキングで1位に。その年の7月に、彼は20/20の ABC-TVプログラムに「Losing It」というタイトルで出演。